# Japan Open Tennis Championships - Qualificazioni singolare maschile
Le qualificazioni del singolare maschile del Japan Open Tennis Championships sono state un torneo di tennis preliminare per accedere alla fase finale della manifestazione. I vincitori dell'ultimo turno sono entrati di diritto nel tabellone principale. In caso di ritiro di uno o più giocatori aventi diritto a questi sono subentrati i lucky loser, ossia i giocatori che hanno perso nell'ultimo turno ma che avevano una classifica più alta rispetto agli altri partecipanti che avevano comunque perso nel turno finale.
Le qualificazioni del torneo Japan Open Tennis Championships  2000 prevedevano 28 partecipanti di cui 7 sono entrati nel tabellone principale.

## Teste di serie
1. Hyung-Taik Lee (Qualificato)
2. Vince Spadea (Qualificato)
3. Barry Cowan (ultimo turno)
4. Taylor Dent (ultimo turno)
5. Yong-Il Yoon (Qualificato)
6. Paul Kilderry (primo turno)
7. Jeff Salzenstein (Qualificato)

1. Giorgio Galimberti (ultimo turno)
2. Paul-Henri Mathieu (ultimo turno)
3. Martin Spottl (ultimo turno)
4. Leoš Friedl (primo turno)
5. Eric Taino (Qualificato)
6. Michael Hill (ultimo turno)
7. Kristian Capalik (ultimo turno)

## Qualificati
1. Hyung-Taik Lee
2. Vince Spadea
3. Eric Taino
4. Leoš Friedl

1. Yong-Il Yoon
2. Kalle Flygt
3. Jeff Salzenstein

## Tabellone

### Legenda
| - Q = Qualificato - WC = Wild card - LL = Lucky loser | - ALT = Alternate - SE = Special Exempt - PR = Protected Ranking | - w/o = Walkover - r = Ritirato - d = Squalificato |

### Sezione 1
|  | Primo turno | Primo turno      | Primo turno      | Primo turno | Primo turno |  |  | Ultimo turno | Ultimo turno     | Ultimo turno     | Ultimo turno | Ultimo turno |  |
|  |             |                  |                  |             |             |  |  |              |                  |                  |              |              |  |
|  | 1           | Hyung-Taik Lee   | Hyung-Taik Lee   | 6           | 6           |  |  |              |                  |                  |              |              |  |
|  |             | Masato Hatanaka  | Masato Hatanaka  | 4           | 2           |  |  | 1            | Hyung-Taik Lee   | Hyung-Taik Lee   | 7            | 6            |  |
|  | 14          | Kristian Capalik | Kristian Capalik | 7           | 6           |  |  | 14           | Kristian Capalik | Kristian Capalik | 5            | 0            |  |
|  |             | Mahesh Bhupathi  | Mahesh Bhupathi  | 5           | 2           |  |  |              |                  |                  |              |              |  |

### Sezione 2
|  | Primo turno | Primo turno    | Primo turno    | Primo turno | Primo turno |  |  | Ultimo turno | Ultimo turno | Ultimo turno | Ultimo turno | Ultimo turno |  |
|  |             |                |                |             |             |  |  |              |              |              |              |              |  |
|  | 2           | Vince Spadea   | Vince Spadea   | 7           | 6           |  |  |              |              |              |              |              |  |
|  |             | Jonathan Stark | Jonathan Stark | 6           | 2           |  |  | 2            | Vince Spadea | Vince Spadea | 6            | 6            |  |
|  | 13          | Michael Hill   | Michael Hill   | 6           | 6           |  |  | 13           | Michael Hill | Michael Hill | 0            | 3            |  |
|  |             | Hiroki Kondo   | Hiroki Kondo   | 3           | 4           |  |  |              |              |              |              |              |  |

### Sezione 3
|  | Primo turno | Primo turno       | Primo turno       | Primo turno | Primo turno |  |  | Ultimo turno | Ultimo turno | Ultimo turno | Ultimo turno | Ultimo turno |  |
|  |             |                   |                   |             |             |  |  |              |              |              |              |              |  |
|  | 3           | Barry Cowan       | 7                 | 64          | 7           |  |  |              |              |              |              |              |  |
|  |             | Paul Baccanello   | 65                | 7           | 63          |  |  | 3            | Barry Cowan  | Barry Cowan  | 1            | 4            |  |
|  | 12          | Eric Taino        | Eric Taino        | 6           | 6           |  |  | 12           | Eric Taino   | Eric Taino   | 6            | 6            |  |
|  |             | Mattias Hellstrom | Mattias Hellstrom | 3           | 4           |  |  |              |              |              |              |              |  |

### Sezione 4
|  | Primo turno | Primo turno  | Primo turno  | Primo turno | Primo turno |  |  | Ultimo turno | Ultimo turno | Ultimo turno | Ultimo turno | Ultimo turno |  |
|  |             |              |              |             |             |  |  |              |              |              |              |              |  |
|  | 4           | Taylor Dent  | Taylor Dent  | 6           | 6           |  |  |              |              |              |              |              |  |
|  |             | Tasuku Iwami | Tasuku Iwami | 2           | 3           |  |  | 4            | Taylor Dent  | Taylor Dent  | 3            | 5            |  |
|  |             | Leoš Friedl  | Leoš Friedl  | 7           | 7           |  |  |              | Leoš Friedl  | Leoš Friedl  | 6            | 7            |  |
|  | 11          | Phillip King | Phillip King | 64          | 5           |  |  |              |              |              |              |              |  |

### Sezione 5
|  | Primo turno | Primo turno   | Primo turno   | Primo turno   | Primo turno |  |  | Ultimo turno | Ultimo turno  | Ultimo turno  | Ultimo turno | Ultimo turno |  |
|  |             |               |               |               |             |  |  |              |               |               |              |              |  |
|  | 5           | Yong-Il Yoon  | Yong-Il Yoon  | Yong-Il Yoon  | 3           |  |  |              |               |               |              |              |  |
|  |             | Brian MacPhie | Brian MacPhie | Brian MacPhie | 4r          |  |  | 5            | Yong-Il Yoon  | Yong-Il Yoon  | 6            | 6            |  |
|  | 10          | Martin Spottl | Martin Spottl | 6             | 6           |  |  | 10           | Martin Spottl | Martin Spottl | 4            | 3            |  |
|  |             | Ryota Taguchi | Ryota Taguchi | 2             | 1           |  |  |              |               |               |              |              |  |

### Sezione 6
|  | Primo turno | Primo turno        | Primo turno        | Primo turno | Primo turno |  |  | Ultimo turno | Ultimo turno       | Ultimo turno       | Ultimo turno | Ultimo turno |  |
|  |             |                    |                    |             |             |  |  |              |                    |                    |              |              |  |
|  |             | Kalle Flygt        | Kalle Flygt        | 6           | 6           |  |  |              |                    |                    |              |              |  |
|  | 6           | Paul Kilderry      | Paul Kilderry      | 3           | 2           |  |  |              | Kalle Flygt        | Kalle Flygt        | 6            | 6            |  |
|  | 9           | Paul-Henri Mathieu | Paul-Henri Mathieu | 6           | 6           |  |  | 9            | Paul-Henri Mathieu | Paul-Henri Mathieu | 3            | 1            |  |
|  |             | Yasuo Miyazaki     | Yasuo Miyazaki     | 2           | 2           |  |  |              |                    |                    |              |              |  |

### Sezione 7
|  | Primo turno | Primo turno        | Primo turno        | Primo turno | Primo turno |  |  | Ultimo turno | Ultimo turno       | Ultimo turno       | Ultimo turno | Ultimo turno |  |
|  |             |                    |                    |             |             |  |  |              |                    |                    |              |              |  |
|  | 7           | Jeff Salzenstein   | Jeff Salzenstein   | 7           | 7           |  |  |              |                    |                    |              |              |  |
|  |             | Tetsuya Chaen      | Tetsuya Chaen      | 6           | 64          |  |  | 7            | Jeff Salzenstein   | Jeff Salzenstein   | 6            | 6            |  |
|  | 8           | Giorgio Galimberti | Giorgio Galimberti | 6           | 6           |  |  | 8            | Giorgio Galimberti | Giorgio Galimberti | 3            | 3            |  |
|  |             | Peter Tramacchi    | Peter Tramacchi    | 4           | 2           |  |  |              |                    |                    |              |              |  |